# Campoo de Yuso
Campoo de Yuso ist eine Gemeinde in der spanischen Autonomen Region Kantabrien. Ihre Grenzen sind: im Norden mit Santiurde de Reinosa, San Miguel de Aguayo und Luena, im Westen mit Campoo de Enmedio, im Süden mit Las Rozas de Valdearroyo und dem Ebro-Stausee, und im Osten mit der Provinz Burgos (Kastilien und León).

## Ortsteile
- Bustamante
- Corconte
- La Costana (Hauptort)
- Lanchares
- Monegro
- Orzales
- La Población
- Quintana
- Quintanamanil
- La Riva
- Servillas
- Servillejas
- Villapaderne
- Villasuso

## Bevölkerungsentwicklung
| 1842 | 1900 | 1950 | 1981 | 1991 | 2001 | 2011 |
| ---- | ---- | ---- | ---- | ---- | ---- | ---- |
| 1324 | 1713 | 2368 | 993  | 838  | 759  | 691  |

## Sehenswürdigkeiten
Was das historische Erbe betrifft, so ist die archäologische Stätte des römischen Lagers von El Cincho hervorzuheben, das während der Kantabrischen Kriege von den Römern errichtet wurde, um den Übergang über den Ebro zu kontrollieren.